# Trung Kênh
Trung Kênh là một xã thuộc tỉnh Bắc Ninh, Việt Nam.

## Địa lý
Xã Trung Kênh có vị trí địa lý:
- Phía đông giáp các xã Thái Tân, Trần Phú và phường Chí Linh, thành phố Hải Phòng
- Phía tây giáp các xã Lương Tài và Nhân Thắng
- Phía nam giáp xã Trung Chính
- Phía bắc giáp xã Cao Đức.

Xã Trung Kênh có diện tích 27,32 km², dân số 38.606 người, mật độ dân số đạt 1.413 người/km².

## Lịch sử
Ngày 16 tháng 6 năm 2025, Ủy ban Thường vụ Quốc hội ban hành Nghị quyết số 1658/NQ-UBTVQH15 của UBTVQH về việc sắp xếp các đơn vị hành chính cấp xã của tỉnh Bắc Ninh năm 2025. Theo đó, sắp xếp toàn bộ diện tích tự nhiên, quy mô dân số của các xã An Thịnh, An Tập và Trung Kênh thành xã mới có tên gọi là xã Trung Kênh.